# Yacimiento de la Pedraja (Mambrillas de Lara)
El yacimiento de La Pedraja constituye una superficie de unos 5 km de superficie cerca de la localidad de Mambrillas de Lara (provincia de Burgos, Castilla y León, España) en la que se han encontrado numerosas icnitas de dinosaurios. Su edad es de alrededor de 144 millones de años, en el paso del Jurásico al Cretácico.
En él se conservan más de un millar de huellas repartidas en 14 afloramientos, pertenecientes a 123 icnoespecies de saurópodos, terópodos y ornitópodos.